# GHGSat
GHGSat est une constellation de nano-satellites commerciale canadienne conçue pour mesurer les émissions des gaz à effet de serre (méthane et dioxyde de carbone). Courant 2024, elle est constituée de plus de dix CubeSats 16U circulant sur une orbite héliosynchrone d'environ 500 kilomètres équipés d'un spectro-imageur infrarouge permettant de localiser les sources ponctuelles des gaz à effet de serre (dioxyde de carbone et méthane).

## Contexte
Durant l'été 2011, le Québec et la Californie annoncent la création d'une taxe carbone qui sera appliquée aux industries émettant des gaz à effet de serre. Cette taxe doit inciter ces sociétés à mesurer leurs émissions de manière à pouvoir les contrôler et en dernier ressort à les réduire. Les fondateurs de GHGSat ont compris que les régulateurs et les industriels concernés devront disposer d'un système peu coûteux permettant des mesures précises de ces émissions. La maison mère de GHGSat travaillait au développement de technologies permettant d'effectuer ces mesures par satellite depuis le début des années 2000 dans le cadre d'un contrat passé avec l'Agence spatiale canadienne. Il y avait là un marché qui ne pouvait que croître avec le renforcement de la réglementation. Trois mois après la création de la taxe carbone, la société GHGSat était créée. Les premiers financements étaient obtenus en 2012 et les développements commencèrent en 2013. En 2015, GHGSat avait développé un premier nano-satellite GHGSat-D de format CubeSat 16U emportant un spectro-imageur infrarouge performant. Celui-ci fut placé en orbite en juin 2016 par une fusée PSLV-XL.

## Objectif
La constellation de satellites GHGSat permet de détecter et mesurer les émissions de méthane ponctuelles (puits de pétrole ou de gaz, station de compression, bassin de rejets, pipeline, mine, exploitation agricole, décharge, centrale thermique, barrage) pour permettre de prendre des décisions sur la base de données objectives et actualisées. Ces données recueillies par satellite sont particulièrement pertinentes pour les sites situées dans des régions reculées ou isolées pour lesquelles les mesures à l'aide de moyens terrestres sont trop coûteuses.

## Caractéristiques techniques
Les satellites GHGSat sont des nano-satellites au format CubeSat 16U d'une quinzaine de kilogrammes équipés d'un spectro-imageur WAF-P grand angle de type Fabry-Perot complété par un capteur en lumière visible (VIS-1 sur le prototype puis C&A-1) destiné à mesurer l'impact des nuages et des aérosols. WAF-P analyse la bande spectrale comprise entre 1600 et 1700 nanomètres. Il permet de mesurer les concentrations de méthane avec une précision de 1% lorsque l'émission est supérieure à 100 kg/heure et la vitesse du vent est inférieure à 3 m/s. Sa résolution spatiale est d'environ 30 mètres et la fauchée est de 30 kilomètres. La ligne de visée de l'instrument peut être dépointée de +/- 20 degrés le long de l'axe ou perpendiculaire à l'axe. VIS-1 prend des images dans la bande spectrale 500-550 nanomètres (lumière visible) avec une résolution spatiale inférieure à 20 mètres et une fauchée de 35 km.
| Satellite           | MethaneSAT  | Sentinel-5P TROPOMI | GHGSat     |
| ------------------- | ----------- | ------------------- | ---------- |
| Masse satellite     | 350 kg      | 900 kg              | 35 kg      |
| Fauchée             | 260 km      | 2600 km             | 12 km      |
| Précision           | 2 ppmi      | 12 ppmi             | 100 ppmi   |
| Résolution spatiale | 400 x 100 m | 7 x 7 km            | 30 x 30 m. |
| Nbre satellites     | 1           | 1                   | > 10       |

## Déploiement
Un premier prototype GHGSat D est lancé en 2016. Courant 2024, 12 satellites avaient été lancés et étaient tous opérationnels.
| Satellites | Autre désignation        | Date lancement   | Lanceur  | Instrumentation | Orbite                      | Heure de passage au noeud descendant | Remarques                                                                                    |
| ---------- | ------------------------ | ---------------- | -------- | --------------- | --------------------------- | ------------------------------------ | -------------------------------------------------------------------------------------------- |
| D          | Claire                   | 22 juin 2016     | PSLV-XL  | WAF-P et VIS-1  | 500 km × 511 km, 97.50°     | 9h30                                 | Prototype                                                                                    |
| C1         | Iris                     | 3 septembre 2020 | Vega     | WAF-P et C&A-1  | 515 km × 518 km, 97.46°     | 10h30                                |                                                                                              |
| C2         | Hugo                     | 24 janvier 2021  | Falcon 9 | WAF-P et C&A-1  | 560 km × 560 km, 97.6°10h30 | 10h30                                | placé en orbite avec 10 satellites Starlink et 132 autres satellites (mission Transporter-1) |
| C3/C4/C5   | Lucas, Penny, Diako      | 25 mai 2022      | Falcon 9 | WAF-P et C&A-1  | 515 km × 518 km, 97.51°     | 13h08                                |                                                                                              |
| C6/C7/C8   | Mey-Lin, Gaspard, Océane | 15 avril 2023    | Falcon 9 | WAF-P et C&A-1  | 500 km × 515 km, 97.4°      | 10h31                                | Mission de mise en orbite partagée Transporter-7                                             |
| C9/C10/C11 | Juba, Vanguard, Elliot   | 11 novembre 2023 | Falcon 9 | WAF-P et C&A-1  | 500 km × 500 km, 97.5°      |                                      | Mission de mise en orbite partagée Transporter-9                                             |